# 돌니실롱스크

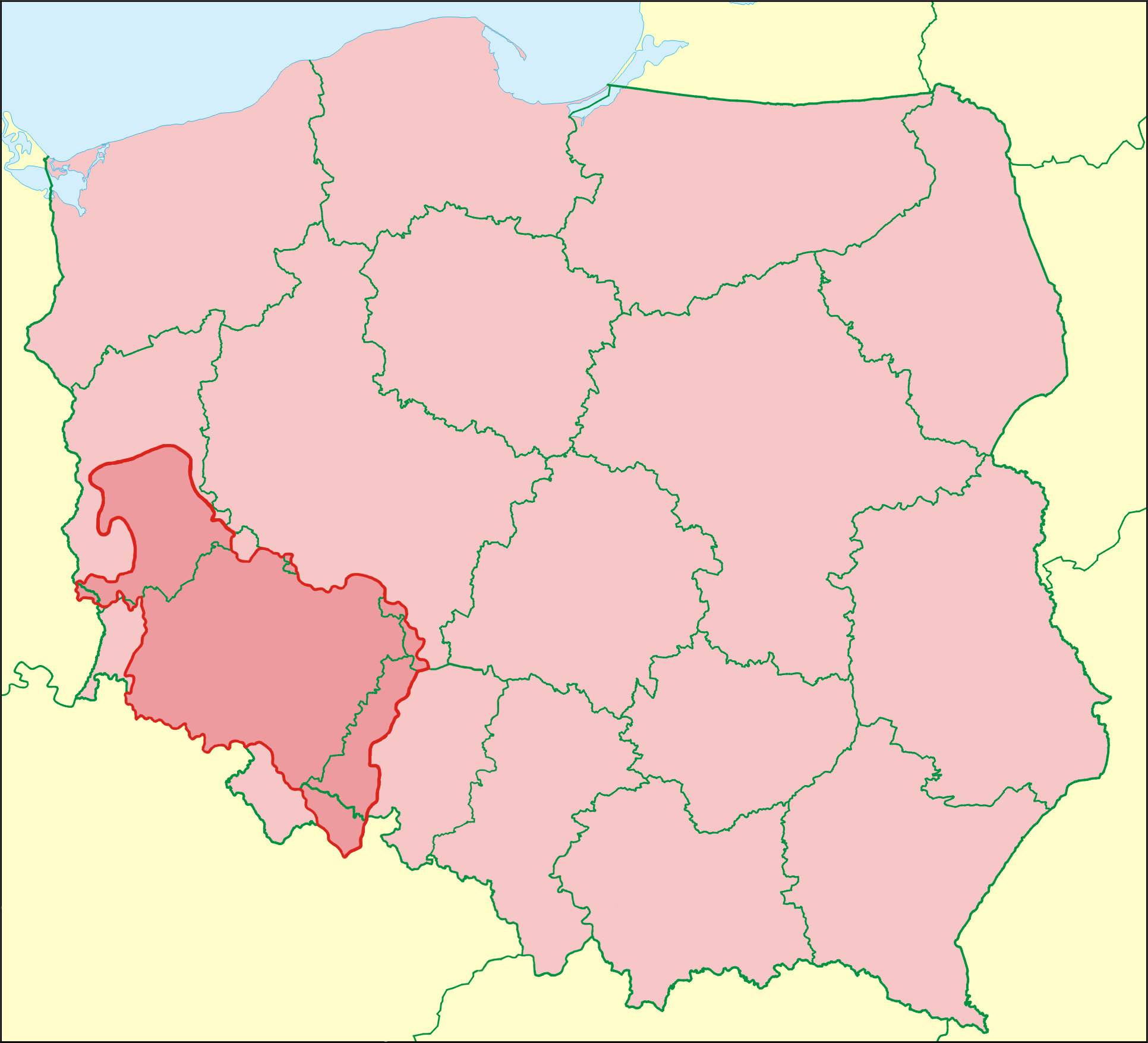
돌니실롱스크

돌니실롱스크(폴란드어: Dolny Śląsk) 또는 하실롱스크는 주로 폴란드의 역사적 지역으로, 부분적으로 체코와 독일에도 속해있다. 실레시아(실롱스크)의 서쪽 지역이다. 가장 큰 도시는 브로츠와프다.